# アマニ・ディオリ
アマニ・ディオリ（フランス語: Hamani Diori, 1916年6月6日 - 1989年4月23日）は、ニジェールの政治家。ジェルマ人。同国大統領（初代）。

## 人物
1916年、当時のフランス領ニジェール植民地の首都ニアメ近郊の村で生まれる。セネガルのダカールにある教員養成校で学び、ニジェールで教鞭をとった後、パリへと渡った。1946年、ニアメで校長を務めていたとき、ニジェール進歩党（Parti progressiste nigérien、PPN）を結成し、党首に就任。アフリカ民主連合に加盟し、そのニジェール支部として親仏的な政策を掲げ、従兄弟である社会主義者ジボ・バカリのニジェール民主同盟と対立した。
1958年、フランス第五共和政が成立し、ニジェールに自治政府が誕生すると、ディオリは自治政府首相に就任し、1959年にはバカリを亡命させた。
1960年、ニジェール独立とともにディオリは初代大統領に就任した。ディオリはセネガルのサンゴールらとともにフランコフォニー国際機関の設立に尽力するなど、親仏的立場を取りながら外交で成果を挙げたが、国内ではPPNの一党支配を敷いてバカリのサワバ党など他党派を弾圧し、また経済面でも経済運営に失敗し、国民の不満は募っていった。
1974年にはサヘル地帯で大旱魃が置き、国内の家畜の60%にあたる約100万頭の家畜が失われ、また2年間皆無作が続いたため、ニジェール経済は疲弊した。さらに救援物資の横流しや対策の失敗が問題となり、1974年4月15日、セイニ・クンチェ国軍総参謀長がクーデターを起こし、ディオリ政権は崩壊した。ディオリは6年間投獄され、1980年に出所した後も1987年まで自宅軟禁におかれた。
自宅軟禁が解かれた後、ディオリはモロッコに移住し、1989年4月23日にラバトで息を引き取った。